# 142 (număr)
142 (o sută patruzeci și doi) este numărul natural care urmează după 141 și precede pe 143.

## În matematică
- Este un număr par.
- Este un număr deficient, deoarece suma divizorilor săi proprii este mai mică decât el însuși.
- Este un număr semiprim,[2][3] fiind produsul dintre numerele prime 2 x 71.
- Este un număr Erdős-Woods[4][5]
- Este un număr nontotient, deoarece ecuația φ(x) = {\displaystyle 142} nu are soluții.[6]
- Numărul {\displaystyle {\frac {142^{1231}-1}{141}}} este cel mai mic prim repunit în baza 142, având 2648 de cifre, în timp ce cel mai mic prim repunit în baza negativă -142 este doar 20023.
- Cel mai mic prim Fermat în baza 142 este 406586897, iar cel mai mic prim Wieferich în baza 142 este 143111.
- Este un număr 25-gonal.
- Este un număr palindromic în baza de numerație 7 (262).

## În știință
- Este numărul atomic al unquadbiumului, un element ipotetic.

### Astronomie
- NGC 142, o galaxie spirală din constelația Balena.
- 142 Polana, o planetă minoră (asteroid) din centura principală.
- 142P/Ge-Wang, o cometă descoperită de Ge și Wang.
- HD 142,  o stea binară din constelația Phoenix.

## Alte domenii
O sută patruzeci și unu se mai poate referi la:
- Sonetul 142 de William Shakespeare.
- Volvo 140, un model de automobil Volvo.